# La Chapelle-Caro
La Chapelle-Caro är en kommun i departementet Morbihan i regionen Bretagne i nordvästra Frankrike. Kommunen ligger i kantonen Malestroit som tillhör arrondissementet Vannes. År 2018 hade La Chapelle-Caro 1 428 invånare.

## Befolkningsutveckling
Antalet invånare i kommunen La Chapelle-Caro
| Referens: INSEE |